# Kellan Lutz

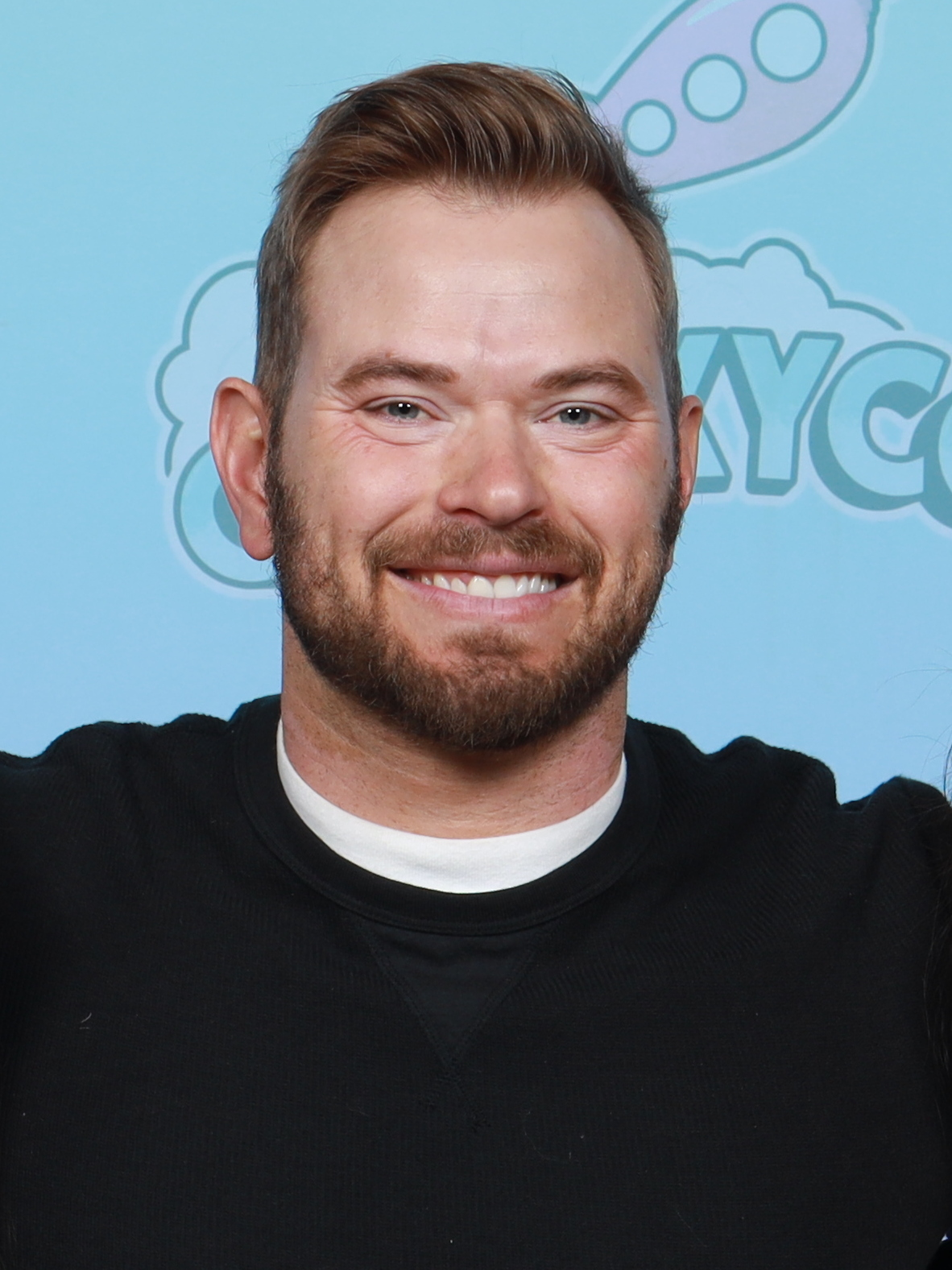
Kellan Lutz (2024)

Kellan Christopher Lutz (* 15. März 1985 in Dickinson, North Dakota) ist ein US-amerikanischer Schauspieler. Bekannt wurde er durch die Rolle des Emmett Cullen im Film Twilight – Biss zum Morgengrauen.

## Leben
Lutz wuchs in North Dakota, im Mittleren Westen und in Arizona auf. Er ist das vierte von sieben Kindern. Als er 14 Jahre alt war, begann er als Model zu arbeiten. Nach seinem Highschool-Abschluss zog er nach Los Angeles, wo er zunächst ein College besuchte und sich später zu einer Schauspielkarriere entschloss. Lutz modelte unter anderem für Abercrombie and Fitch. Bekanntheit erlangte er als Emmett Cullen in den Filmen Twilight – Biss zum Morgengrauen, New Moon – Biss zur Mittagsstunde, Eclipse – Biss zum Abendrot und Breaking Dawn – Biss zum Ende der Nacht, Teil 1 und Breaking Dawn – Biss zum Ende der Nacht, Teil 2. Außerdem arbeitete Lutz als Model für das schwedische Textilunternehmen H&M, Lacoste und das Modelabel Calvin Klein. Im Herbst 2011 erschien in New York seine erste Jeans-Kollektion Abbot & Main by Dylan George.
Im Mai 2013 trennte sich Lutz nach einer zweijährigen Beziehung von Sharni Vinson. Seit 2016 ist er mit Brittany Gonzales liiert und seit 2017 mit ihr verheiratet.
Sein deutscher Synchronsprecher ist zumeist Stefan Günther.

## Filmografie (Auswahl)
- 2004: Reich und Schön (The Bold and the Beautiful, Fernsehserie, eine Episode)
- 2005: CSI: NY (Fernsehserie, Episode 1x11)
- 2005: Six Feet Under – Gestorben wird immer (Six Feet Under, Fernsehserie, Episode 5x03)
- 2005: Summerland Beach (Summerland, Fernsehserie, zwei Episoden)
- 2005, 2014: The Comeback (Fernsehserie, 14 Folgen)
- 2006: S.H.I.T. – Die Highschool GmbH (Accepted)
- 2006: Rebell in Turnschuhen (Stick It)
- 2007: Ghosts of Goldfield
- 2007: CSI: Vegas (CSI: Crime Scene Investigation, Fernsehserie, Episode 7x18)
- 2007: Heroes (Fernsehserie, Episode 1x20)
- 2008: Generation Kill (Miniserie, sieben Episoden)
- 2008: Prom Night
- 2008: Im Rausch der Höhe (Deep Winter)
- 2008: Twilight – Biss zum Morgengrauen (Twilight)
- 2008–2009: 90210 (Fernsehserie, sechs Episoden)
- 2009: Valley Peaks (Fernsehserie, 2 Episoden)
- 2009: The Tribe – Die vergessene Brut (The Forgotten Ones)
- 2009: New Moon – Biss zur Mittagsstunde (The Twilight Saga: New Moon)
- 2010: A Nightmare on Elm Street
- 2010: Eclipse – Biss zum Abendrot (The Twilight Saga: Eclipse)
- 2010: Meskada
- 2011: Love, Wedding, Marriage – Ein Plan zum Verlieben (Love, Wedding, Marriage)
- 2011: Liebe gewinnt (A Warrior’s Heart)
- 2011: Krieg der Götter (Immortals)
- 2011: Breaking Dawn – Biss zum Ende der Nacht, Teil 1 (The Twilight Saga: Breaking Dawn – Part 1)
- 2011: Arena
- 2012: 30 Rock (Fernsehserie, Episode 7x04)
- 2012: Breaking Dawn – Biss zum Ende der Nacht, Teil 2 (The Twilight Saga: Breaking Dawn – Part 2)
- 2013: Java Heat
- 2013: Tarzan 3D
- 2014: The Legend of Hercules
- 2014: The Expendables 3
- 2015: Experimenter
- 2015: Extraction – Operation Condor (Extraction)
- 2016: Money
- 2016: The Osiris Child (Science Fiction Volume One: The Osiris Child)
- 2018: Speed Kills
- 2018: Guardians of the Tomb
- 2019: Was Männer wollen (What Men Want)
- 2019–2020: FBI (Fernsehserie, zwei Episoden)
- 2020–2022: FBI: Most Wanted  (Fernsehserie)
- 2021: FBI: International (Fernsehserie, eine Episode)
- 2022 Guardian of Justice
- 2023 Come out Fighting
- 2024 Due Justice (Palido)